# Miopithecus
Miopithèque, Talapoin
Genre
Miopithecus, le Miopithèque ou Talapoin, est un genre de primates africains de la famille des Cercopithecidae.

## Caractéristiques
Les talapoins mesurent en général de 32 à 45 cm et pèsent 1,3 kg pour les mâles et 0,8 kg pour les femelles et sont considérés comme étant les plus petits singes de l'Ancien Monde. Leur fourrure est gris verdâtre sur le dos et devient plus blanche sur le ventre, de manière similaire aux singes vervets. Leur tête est ronde, avec un petit museau et un faciès glabre.

## Répartition et habitat
Les talapoins vivent en Afrique centrale, dans une zone s'étendant du sud du Cameroun au nord de l'Angola, et comprenant la République démocratique du Congo, le Congo Brazzaville, le Gabon et la Guinée équatoriale.
Les talapoins sont des singes arboricoles, préférant les forêts équatoriales humides et les mangroves, à proximité de l'eau. Comme le Cercopithèque de Allen, ils sont bons nageurs et peuvent chercher de la nourriture dans l'eau.

## Mode de vie
Diurnes, ils vivent en petites bandes pour chercher de la nourriture pendant la journée et se regroupent la nuit en nombre (groupes de 60 à 100 animaux) dans des arbres à proximité d'une source d'eau. Les groupes sont composés de quelques mâles adultes et de nombreuses femelles et leurs petits. Contrairement à d'autres singes, ils n'ont pas un comportement territorial et possèdent un répertoire vocal assez limité.
Les talapoins sont omnivores et se nourrissent principalement de fruits, de graines, de plantes aquatiques ainsi que d'insectes, de coquillages, d'œufs et de petits vertébrés. 
La période de gestation dure 160 jours (en général de novembre à mars) et donne lieu à une naissance unique. Les nouveau-nés sont gros (près de 200 g à la naissance soit un quart du poids de la mère) et bien développés. Ils grandissent rapidement : après six semaines, ils peuvent se nourrir de nourriture solide et à trois mois ils deviennent indépendants.
Leur espérance de vie dans la nature est inconnue mais en captivité, l'âge record est de 28 ans.

## Liste d'espèces
Selon ITIS et la troisième édition de Mammal Species of the World de 2005:
- Miopithecus ogouensis Kingdon, 1997 - Talapoin du Nord[2] ou Miopithèque de l'Ogooué[1]
- Miopithecus talapoin Schreber, 1774 - Talapoin[2], Miopithèque talapoin[1] ou Cercopithèque mignon[5]